# Кота Јошихара
Кота Јошихара (јап. 吉原 宏太; 2. фебруар 1978) бивши је јапански фудбалер.

## Каријера
Током каријере играо је за Консадоле Сапоро, Гамба Осака, Омија Ардија и Мито ХолиХок.

## Репрезентација
За репрезентацију Јапана дебитовао је 1999. године.

## Статистика
| Јапан  | Јапан | Јапан |
| Год.   | Ута.  | Гол.  |
| ------ | ----- | ----- |
| 1999   | 1     | 0     |
| Укупно | 1     | 0     |